# 馬克義
馬克義（？—1798年6月24日（嘉慶三年五月十一日）），和名幸地親方良篤，琉球國第二尚氏王朝政治家、三司官。
乾隆四十年（1775年），琉球計劃編纂一部賞罰科律，由馬克義與向天廸（伊江親方朝慶）擔任編纂的奉行，以《大清律》為基礎，引入了一些琉球的內法，歷時十二年，於乾隆五十一年（1786年）編成《琉球科律》，經尚穆王批准後頒行全國。這是琉球歷史上第一部成文法。
乾隆五十一年（1786年），馬克義以年頭使的身份出使薩摩藩。乾隆五十三年（1788年）回國。乾隆五十五年（1790年），以慶賀副使的身份，與正使尚容（宜野灣王子朝祥）一起上江戶，慶祝德川家齊繼任日本江戶幕府將軍。翌年回國。
嘉慶元年丙辰十月二十七日（1796年11月26日），出任三司官。嘉慶三年戊午三月初三日（1798年4月18日），獲賜紫地浮織冠。同年五月十一日（6月24日）卒。